# Iller-Radweg
Der Iller-Radweg führt auf einer Strecke von ca. 146 km von Oberstdorf nach Ulm. Der Weg folgt dem Lauf der Iller. Startpunkt ist der Bahnhof Oberstdorf, von dort gelangt man zum Illerursprung. Dort bildet der Zusammenfluss von Breitach, Stillach und Trettach den Gebirgsfluss Iller im Allgäu. Mehr oder weniger direkt am Fluss entlang geht es abwärts zur Donau nach Ulm, wo die Iller in die Donau mündet und der Iller-Radweg somit endet.
In den Radwegkarten ist der Iller-Radweg meist mit den Abkürzungen IR oder auch IRW gekennzeichnet.
Von Aitrach bis Ulm verläuft der Radweg am Donau-Iller-Rhein-Limes. Auch der Main-Donau-Bodensee-Weg, der HW 4 des Schwäbischen Albvereins, deckt sich mit dem Iller-Radweg zwischen Senden und Ulm weitgehend. Vom Illerursprung ab sind die ersten Kilometer des Iller-Radweges mit dem Europäischen Fernwanderweg E5 identisch.

## Ortschaften und Stationen am Streckenverlauf

### Bildgalerie

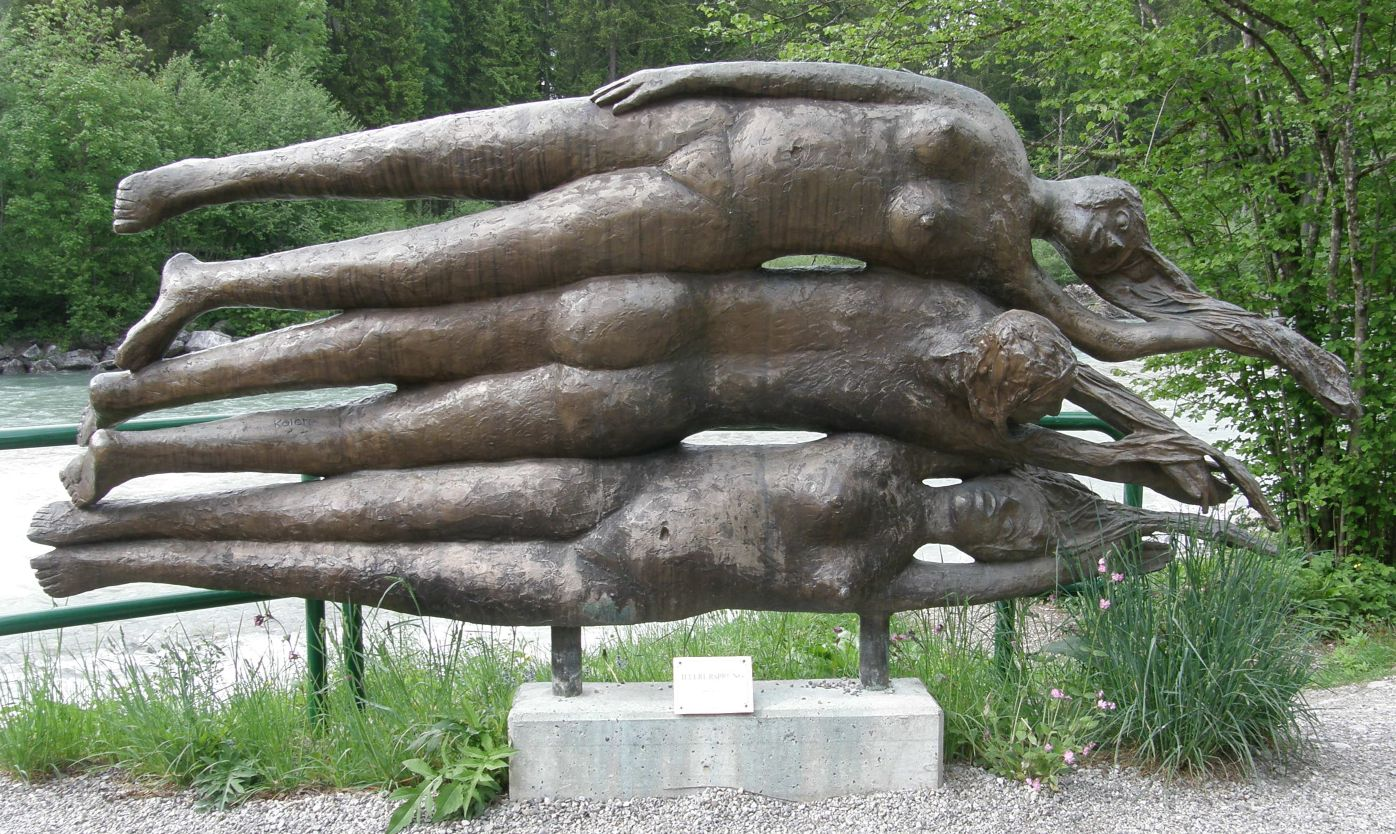
Am Illerursprung, wo die gleichnamige Skulptur von Walter Kalot direkt neben dem Radweg steht
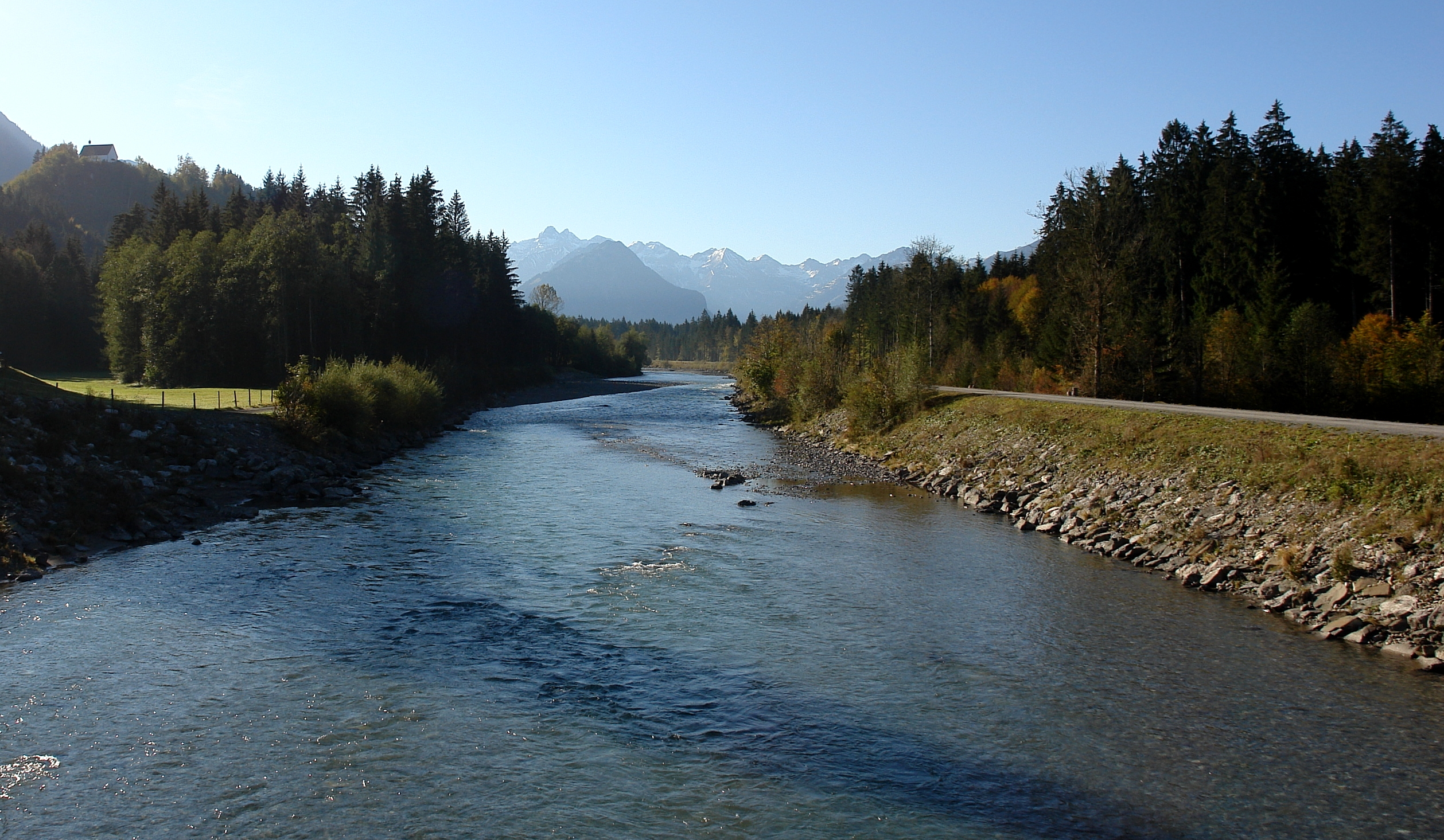
Oberes Illertal nach Norden etwa bei Flusskilometer 15. Links oben die Burgkirche Schöllang, rechts auf dem Damm der Iller-Radweg
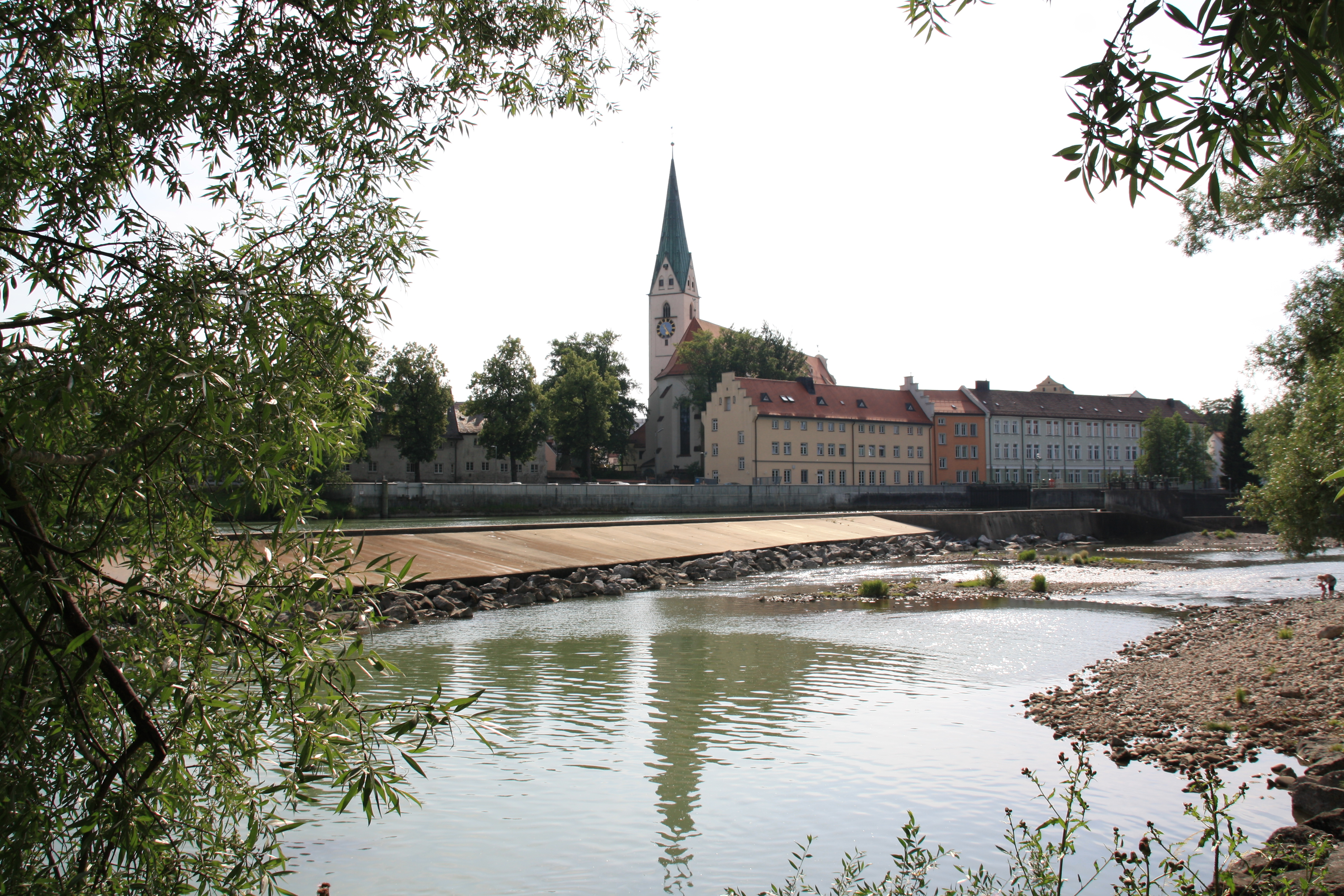
Auch die historische Stadt Kempten wird auf dem Iller-Radweg durchfahren.
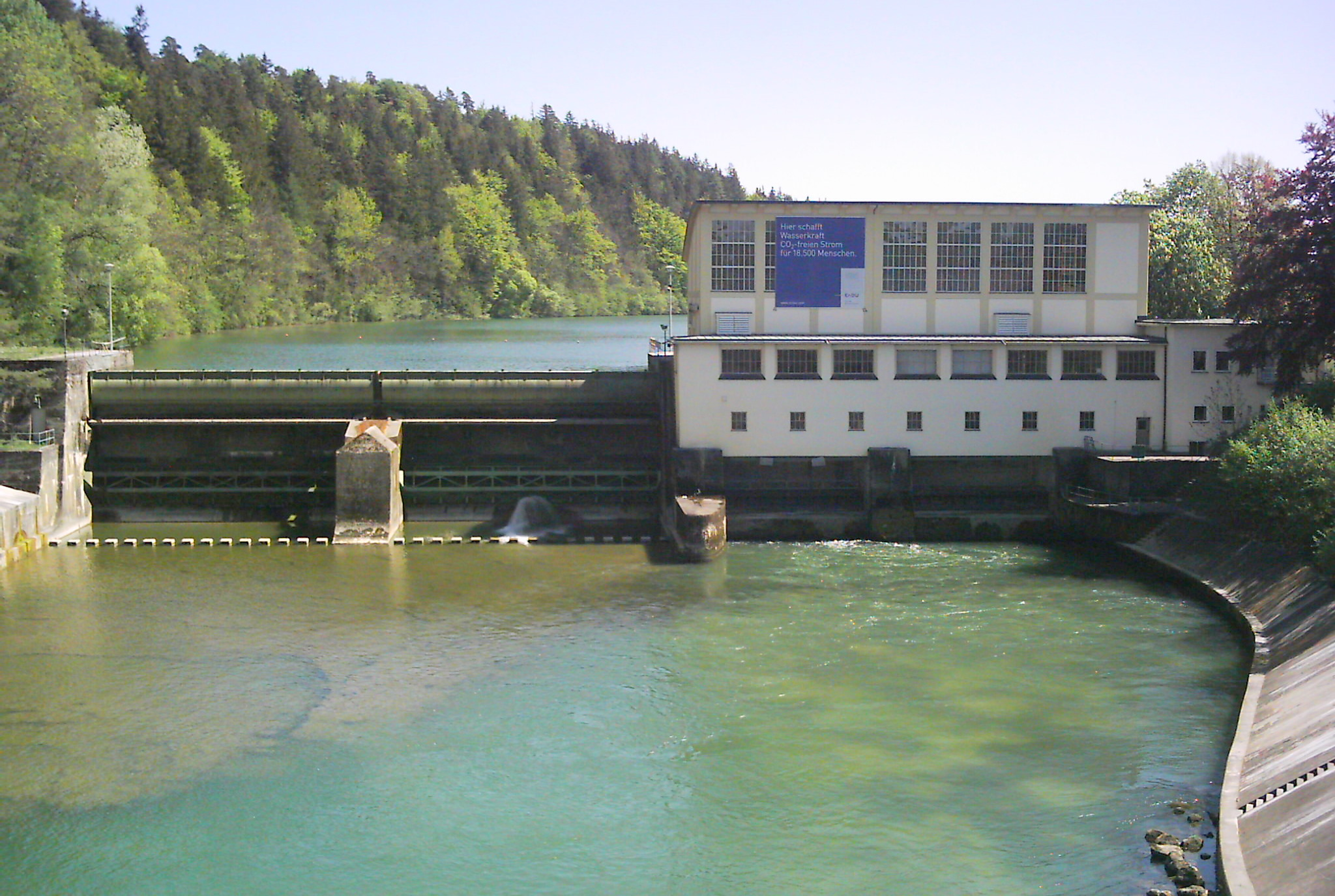
Kraftwerke mit Staustufen tauchen regelmäßig am Iller-Radweg auf, hier bei Aitrach
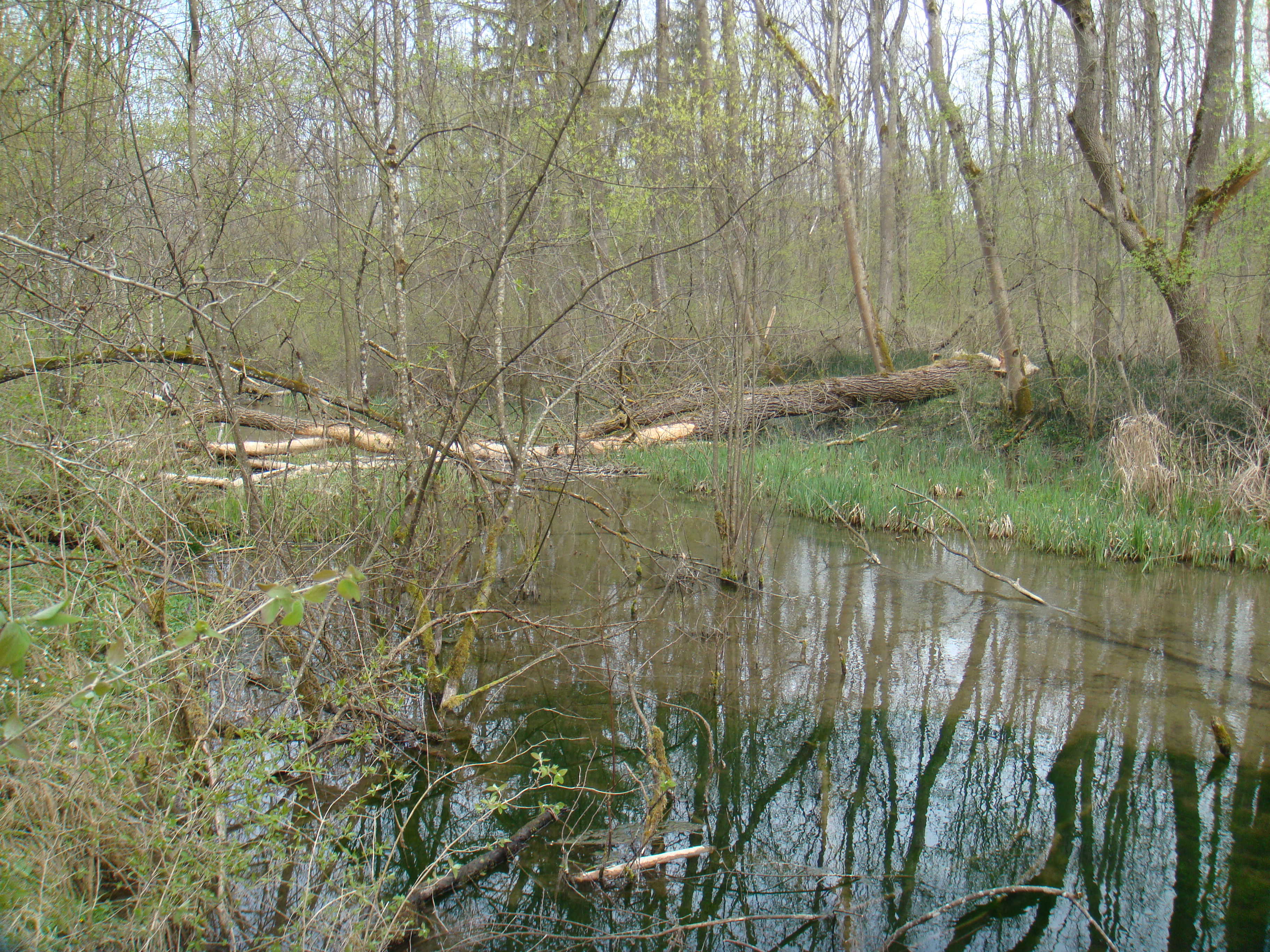
Der ruhige Iller-Auwald bei Illertissen ist ein Naturerlebnis. Der Iller-Radweg gibt gute Einblicke in dieses Biotop. Lehrtafeln zeigen die Besonderheiten.
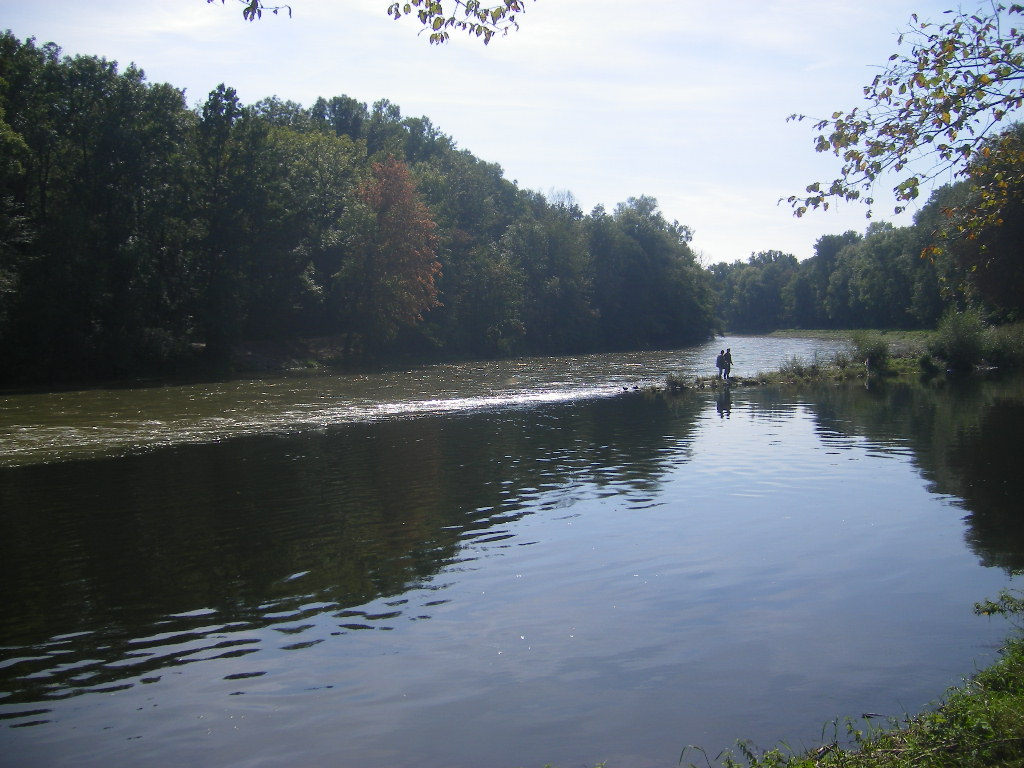
Das Ende des Iller-Radweges. Die Iller (links oben) mündet oberhalb von Neu-Ulm in die Donau (rechts im Vordergrund).
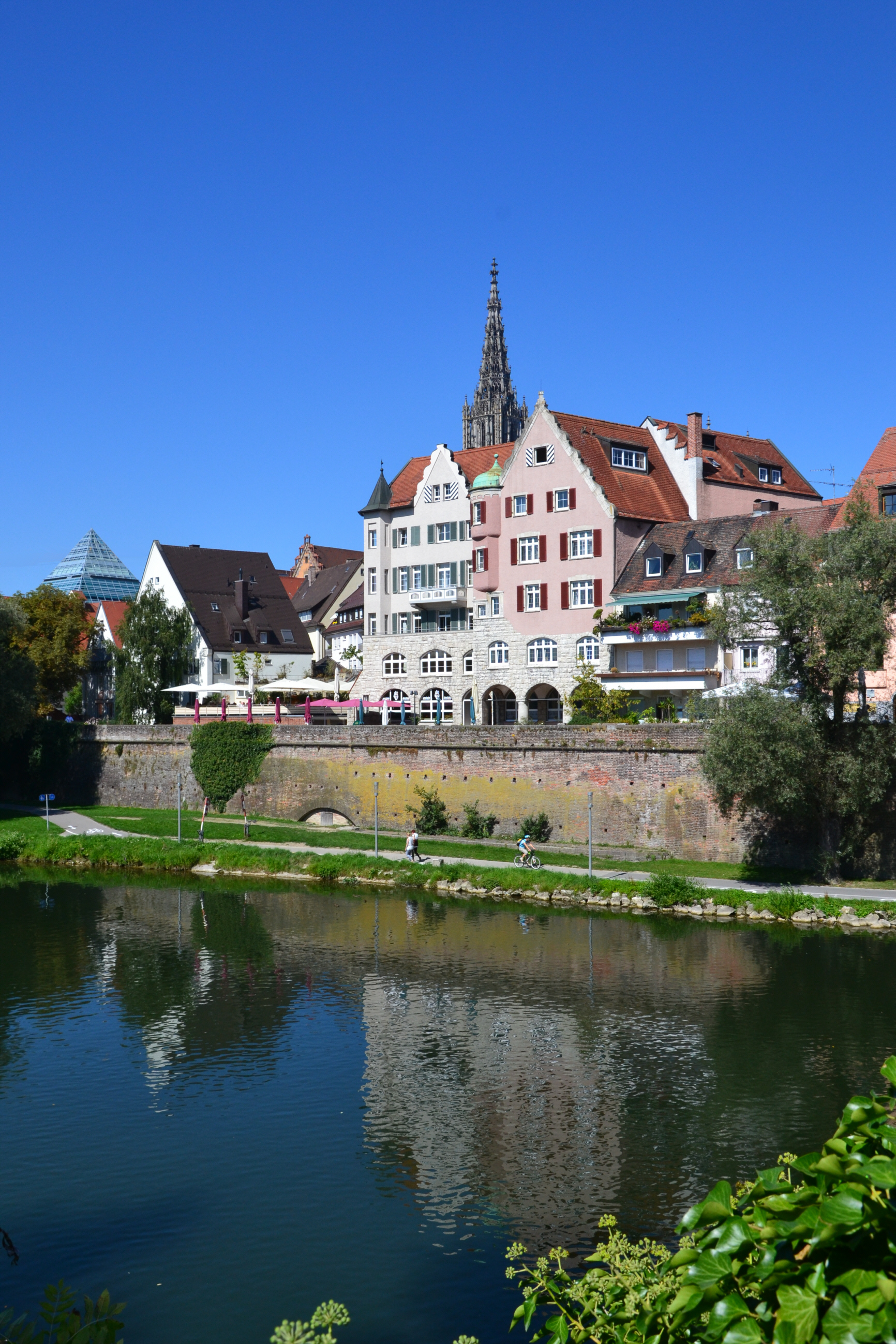
Endpunkt oder Startpunkt des Illerradwegs: die Doppelstadt Ulm/Neu-Ulm

## Streckenverlauf

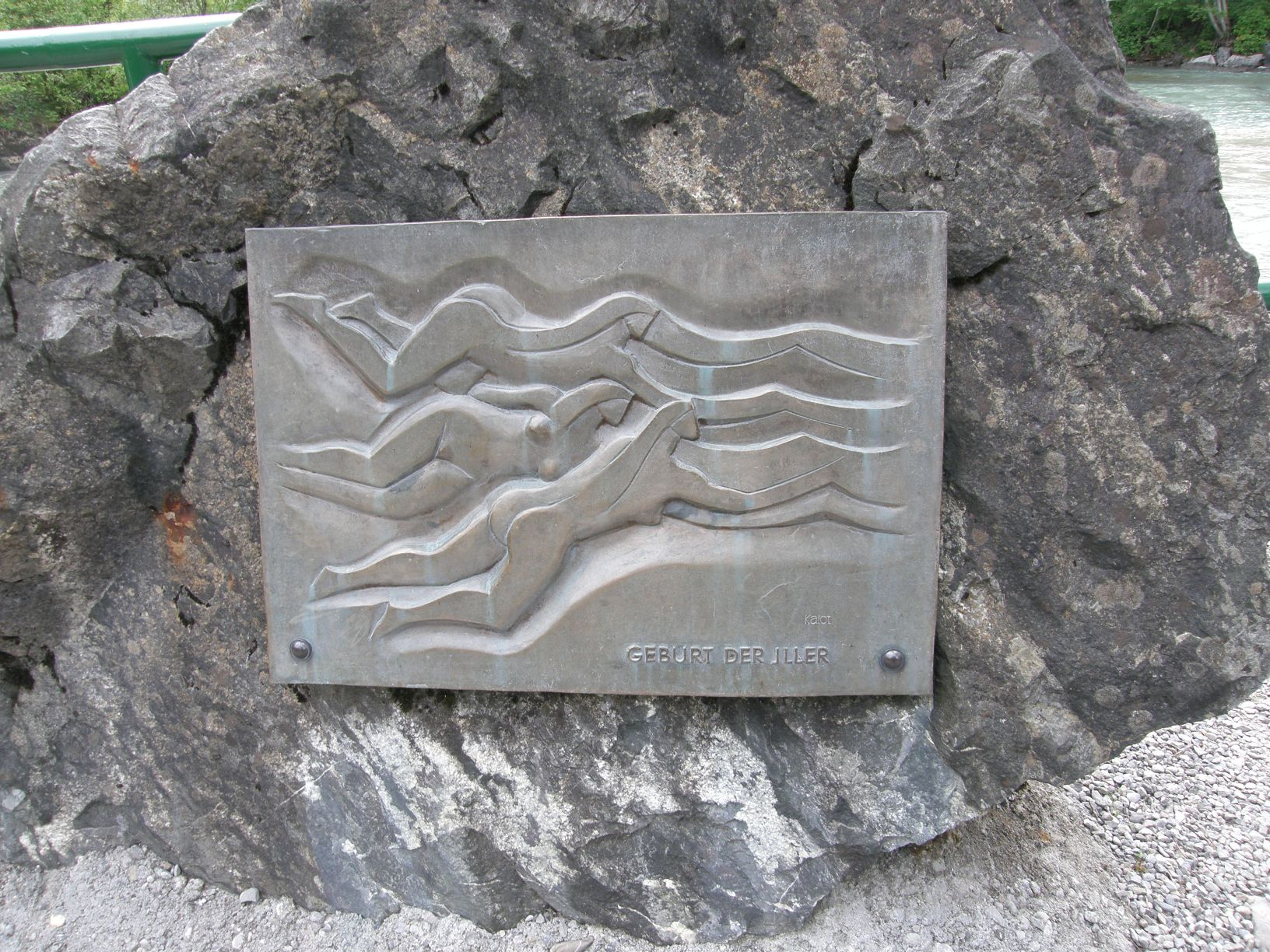
Die Geburt der Iller von Walter Kalot steht als Bronzerelief am Beginn des Iller-Radweges

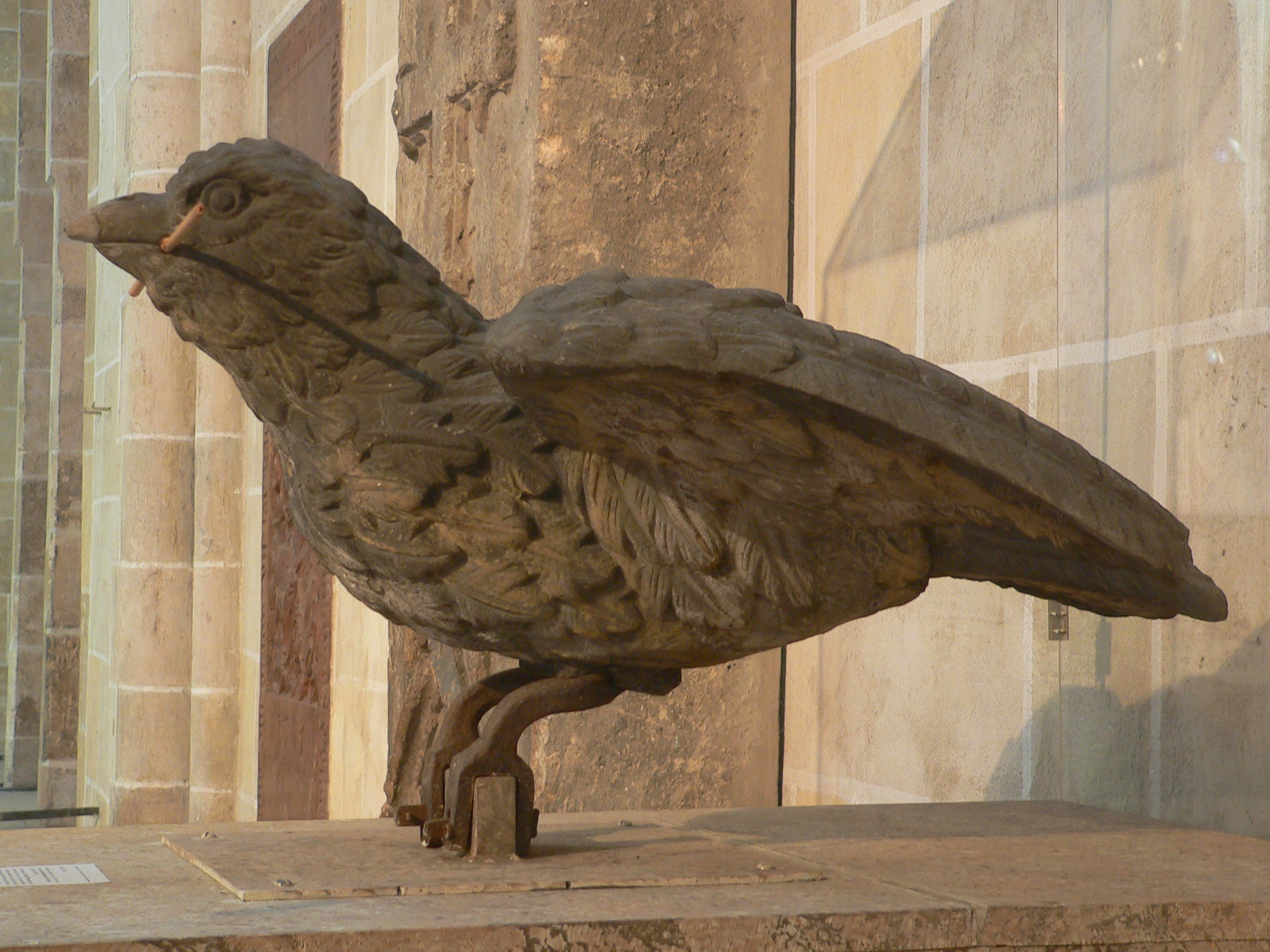
Der Ulmer Spatz kann in jedem Wegweiser des Iller-Radweges entdeckt werden. In Ulm ist dann das Original aus Stein.

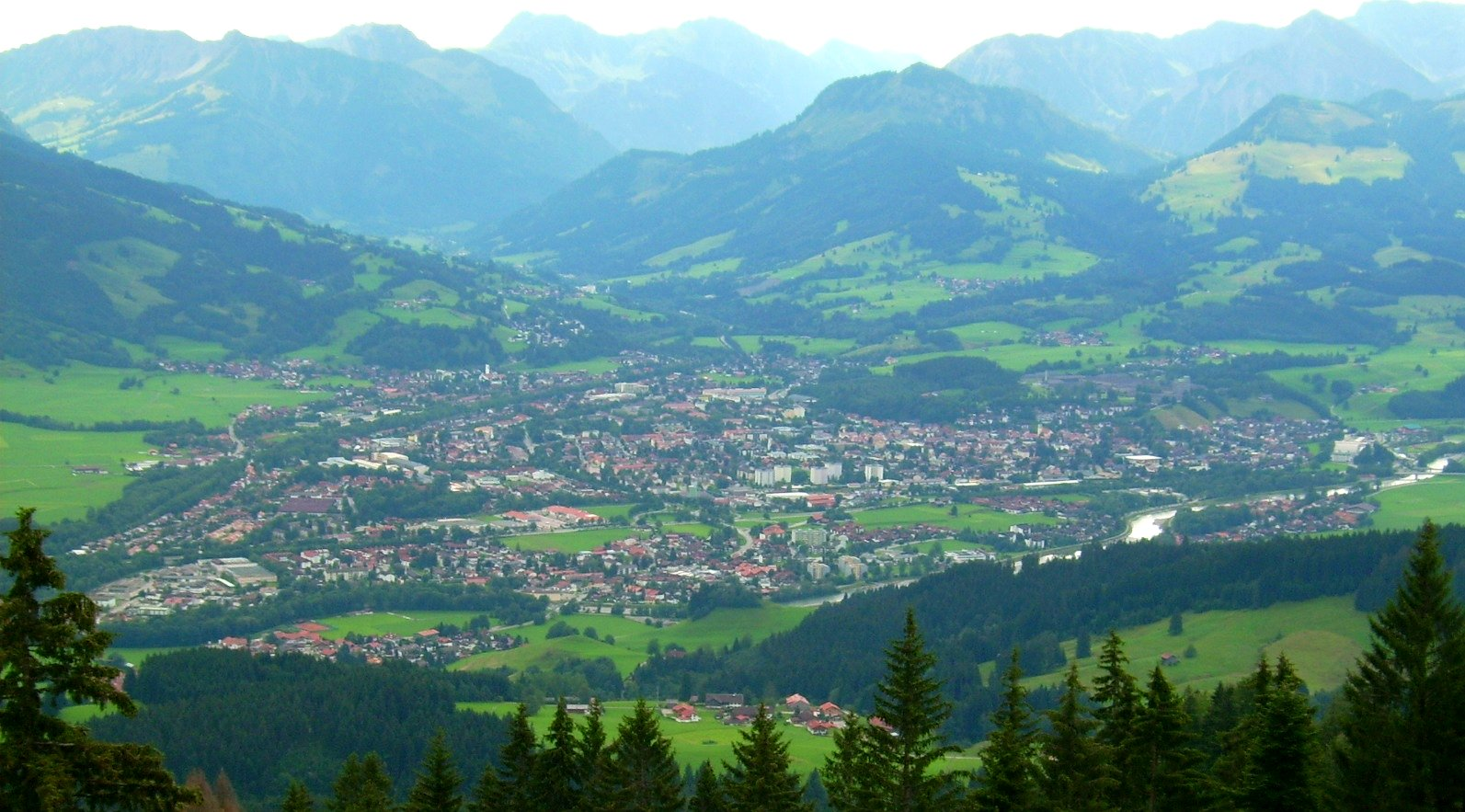
Fast wie auf den Piktogramm des Iller-Radweges: das silberne Band der Iller, wie es aus den bläulichen Allgäuer Alpen in Schlangenlinien hervortritt. Das Bild zeigt die Schleifen der Iller mit dem Illerradweg vom Mittagberg, einem Aussichtsberg bei Sonthofen.

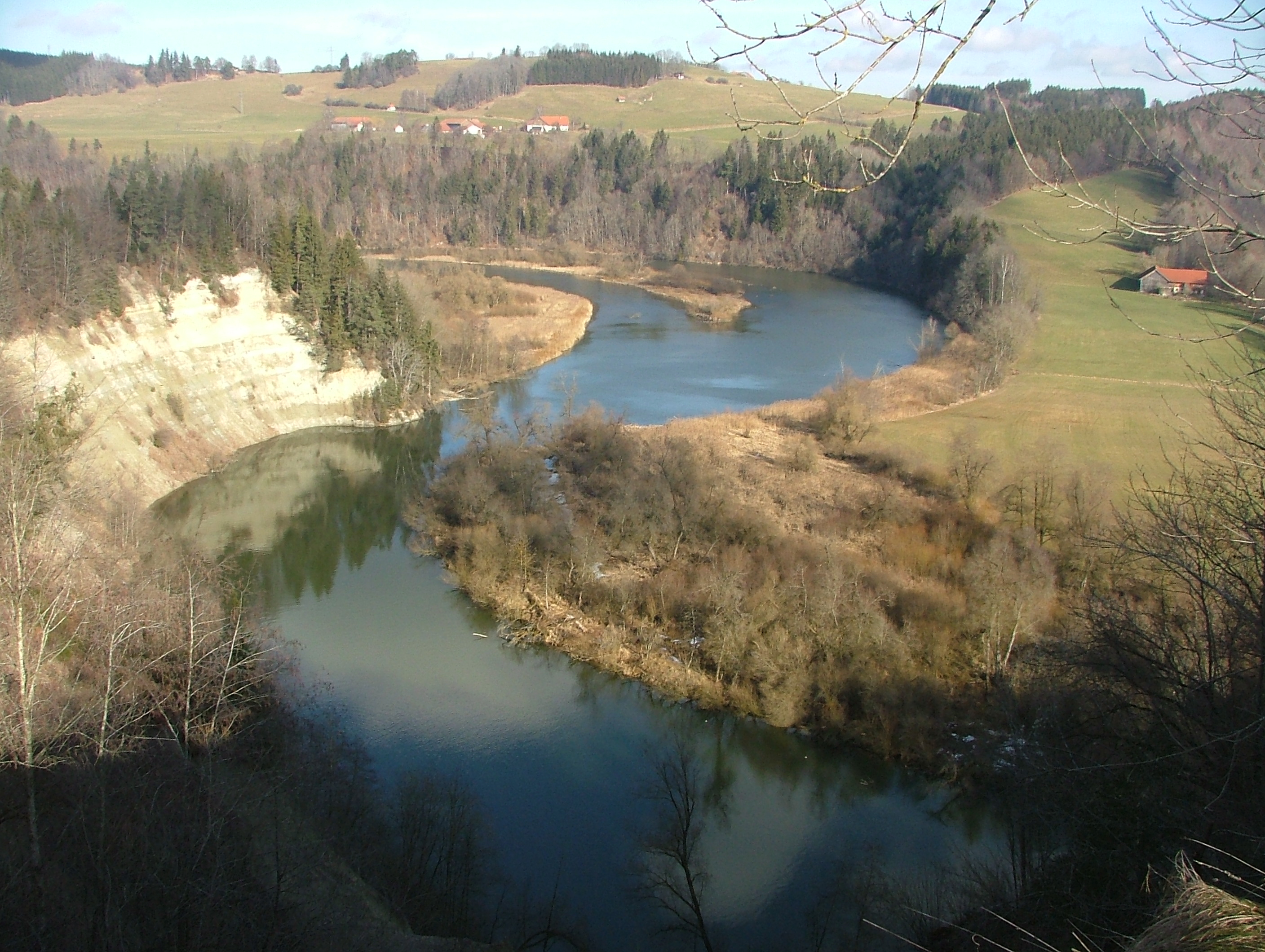
Bei Kalden bildet das Illerufer nur Prallhänge und weite ausladende Schleifen. Dort entfernt sich der Iller-Radweg deshalb ein gutes Stück vom Fluss.

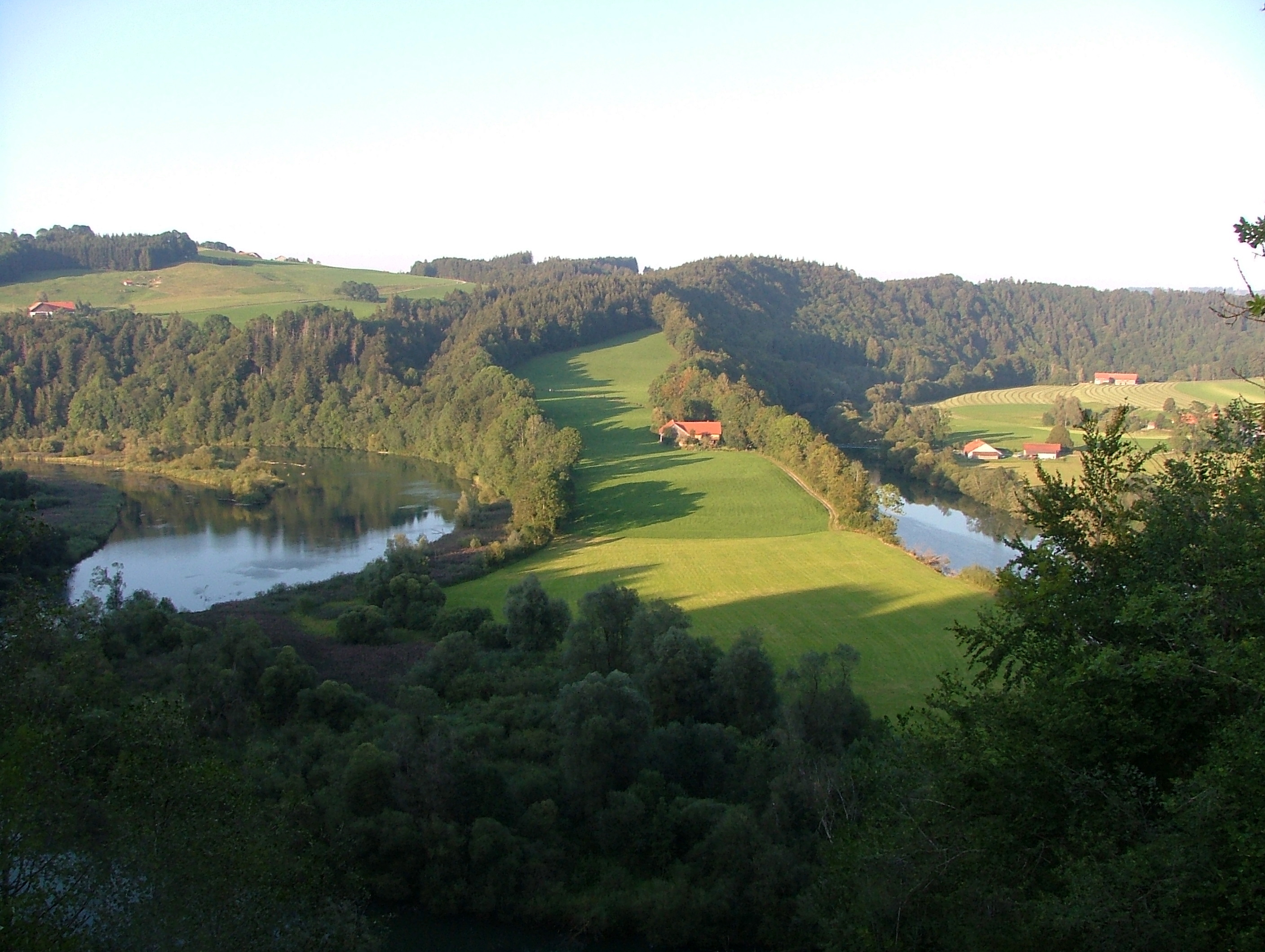
Illerdurchbruch am Iller-Radweg

### Hauptweg
Der Radweg führt meist direkt am Fluss entlang. Einen kleineren Abstrich muss man zwischen Dietmannsried und Illerbeuren in Kauf nehmen, dort wird man vom Fluss weggeleitet. Jedoch führt der Streckenverlauf an dieser Stelle über sehr schwach befahrene Landstraßen. Die Streckenführung direkt an der Iller ist eben, mit kleineren Steigungen und Gefällstrecken ist vor allem auf den Nebenstrecken zu rechnen.
Der Radweg ist familienfreundlich, denn er kann mit Kindern ab acht Jahren gut befahren werden. Die zahlreichen Bahnstationen entlang der Strecken Kempten (Allgäu)–Neu-Ulm, Buchloe–Lindau und Immenstadt–Oberstdorf ermöglichen einzelne Etappen auch als Tagesausflug.
Der Radweg ist über weite Strecken nicht asphaltiert, die Strecke ist quasi verkehrsfrei. Nur gelegentlich erscheinen land- oder forstwirtschaftliche Nutzfahrzeuge oder die Fahrzeuge der Wasserwirtschaftsverwaltung. Der Weg ist durchgehend – in beide Richtungen – beschildert. Es gibt für die eine wie für die andere Fahrtrichtung gute Argumente:
- Für eine Fahrt in Flussrichtung nach Norden spricht, dass man fast durchweg ein Gefälle hat, dass es also auf vielen Passagen leicht bergab geht.

- Für die Fahrt gegen die Flussrichtung nach Süden spricht hingegen, dass man die breite Kette der Allgäuer Alpen mehr vor Augen bekommt, je südlicher man kommt.

### Wegweiser

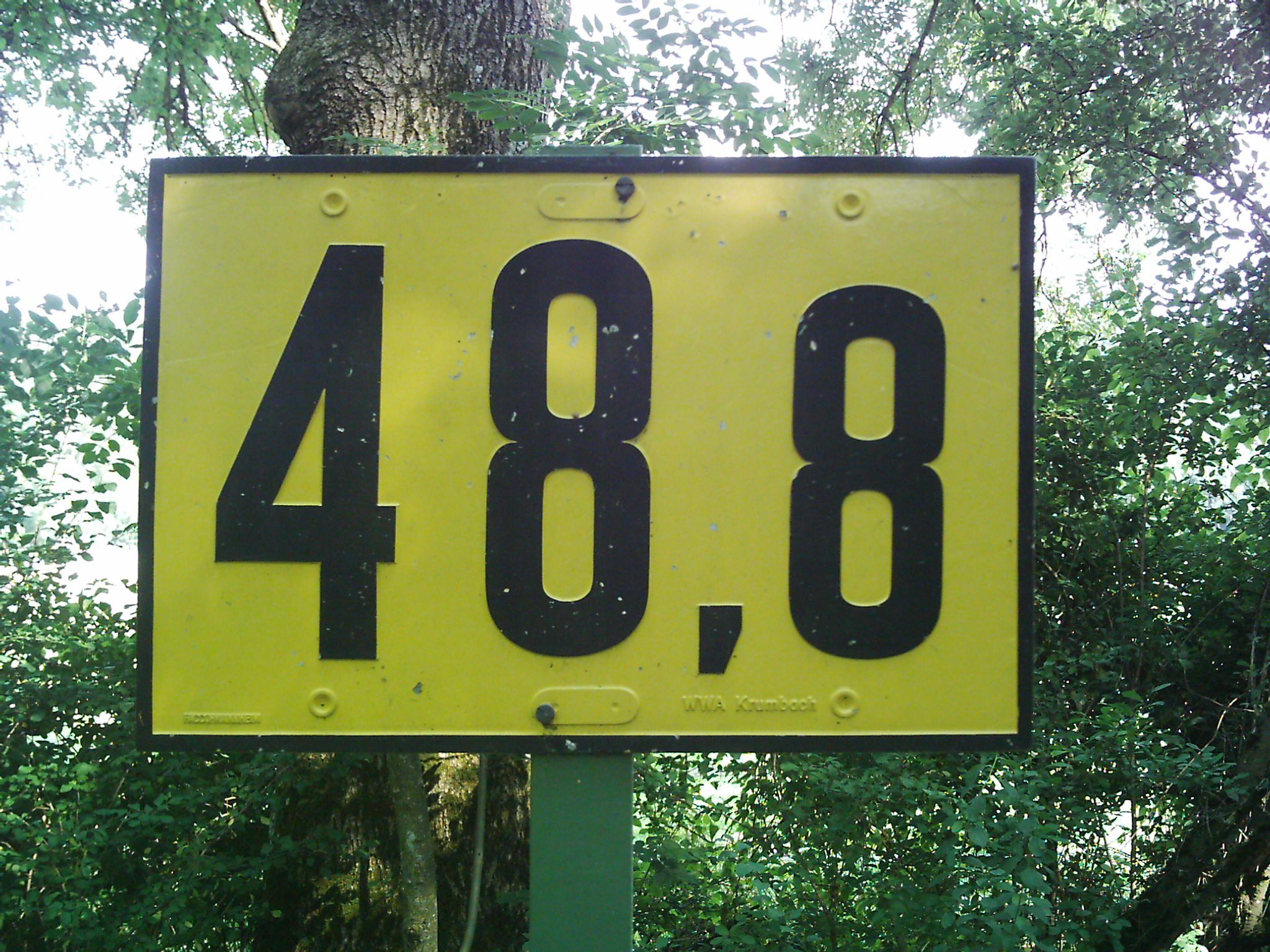
Beste Orientierung bieten dem Radfahrer auch diese gelben Schilder, direkt am Ufer der Iller. Sie stehen ab der Illermündung konsequent im Abstand von 200 Metern am Ufer und enden in Oberstdorf.
Auch dieses Wegzeichen, das den Europäischen Fernwanderweg E5 kennzeichnet, taucht beim Iller-Radweg auf, denn im Bereich des Oberen Illertales läuft der E5 auf derselben Trasse.
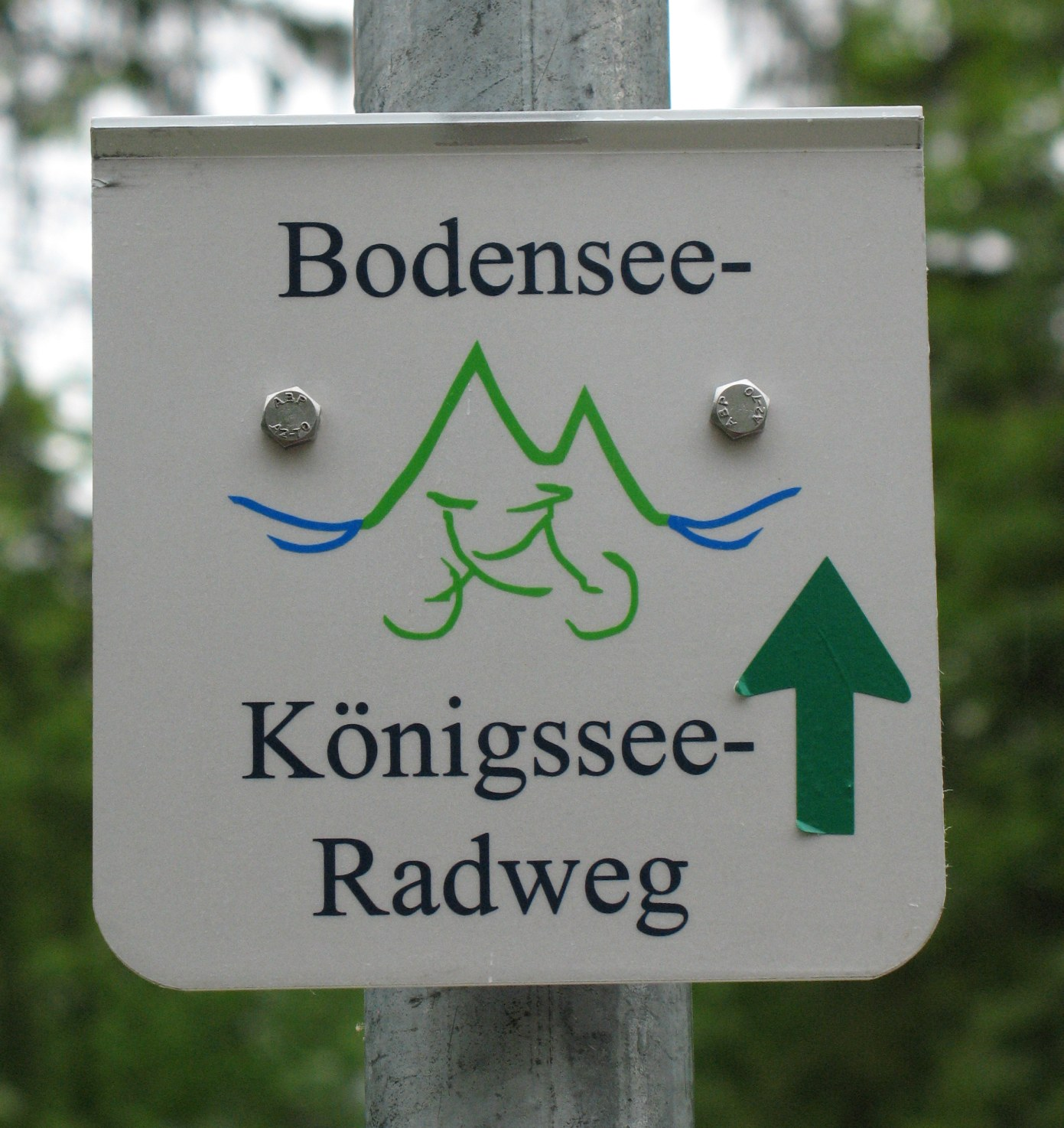
Einer der vielen Abzweigungen vom Iller-Radweg: der Bodensee-Königssee-Radweg führt beispielsweise weiter in die westliche und östliche Richtung
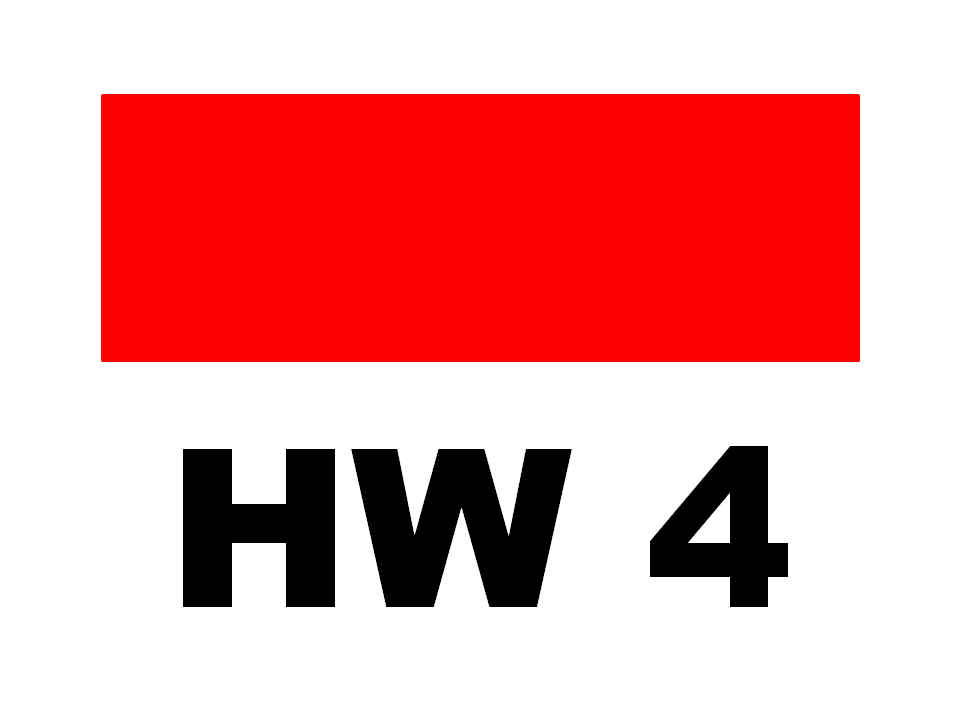
Im Mündungsbereich der Iller verläuft der Iller-Radweg auf dem HW 4 des Schwäbischen Albvereins.
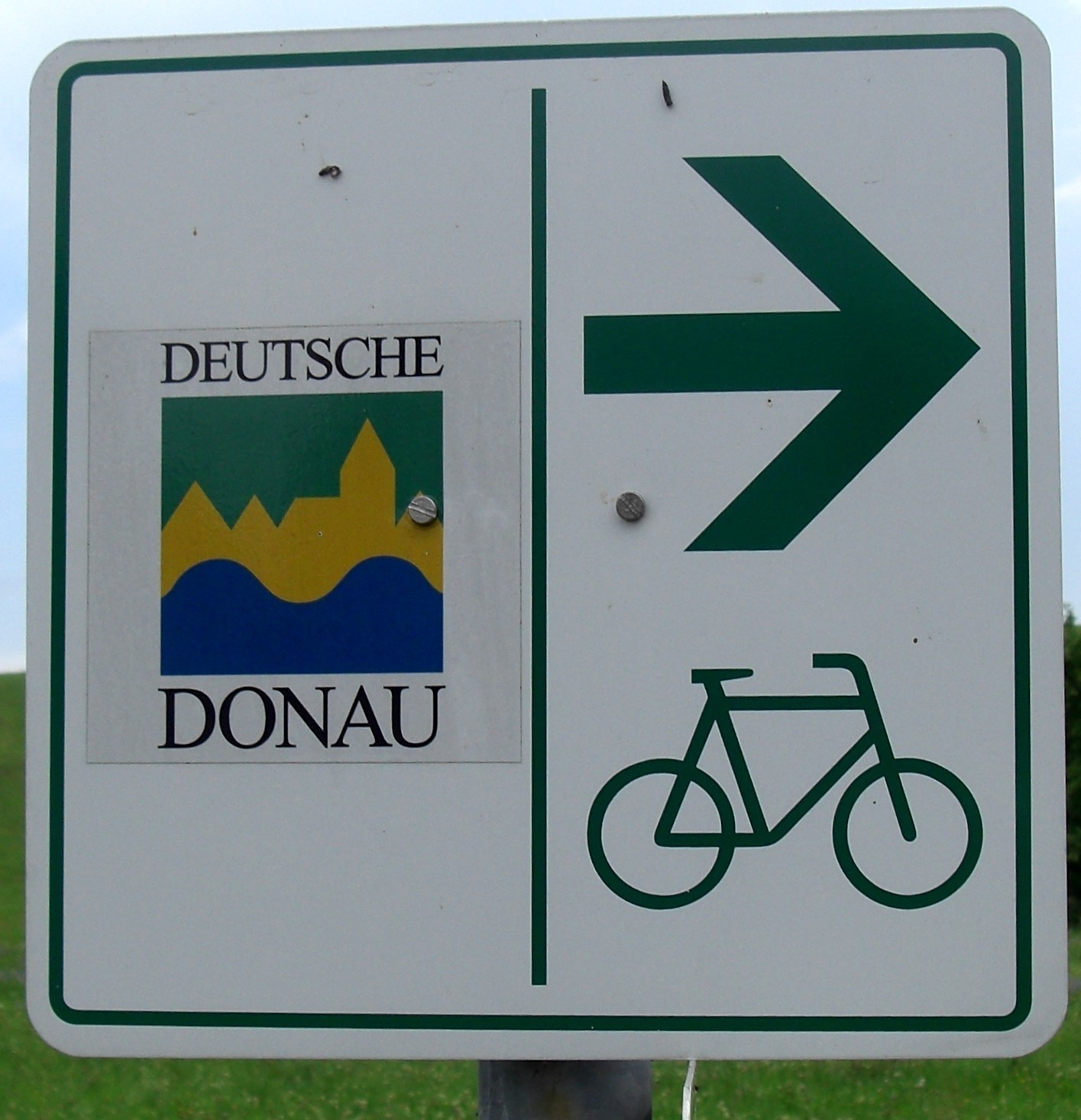
Der Donauradweg bildet in Ulm die natürliche Fortsetzung des Iller-Radweges. In Oberstdorf kann man im Anschluss an den Iller-Radweg auf zwei Mountainbike-Routen die Alpen überqueren.

### Charakteristik
Zumeist verläuft der gekieste Weg auf dem Illerdamm, jedenfalls über weite Strecken flussbegleitend. Steigungen kommen nur vor Kempten, hinter Krugzell, bei Altusried, in Bad Grönenbach, in Sommersberg und bei Ferthofen vor. Die Fluss-Seite wird immer wieder gewechselt, manche Passagen verlaufen auch wahlweise rechts oder links. Im unteren Teil des Radweges bildet die Iller die Landesgrenze zwischen den Bundesländern Baden-Württemberg und Bayern.
2016 wurde der Weg für 135 000 Euro neu ausgeschildert und hergerichtet. Die Wege an der Iller sind an vielen Stellen wieder neu aufgeschottert worden.

### Abstecher
Einige Abstecher verlängern zwar die Gesamtstrecke, unterbrechen aber den Weg in der Natur zugunsten von Kultur:
- die Umrundung des Niedersonthofener Sees machen manche Radler mit; der Radweg läuft bei Martinszell ohnehin auf der linken Seite des Flusses
- ein Besuch im Schloss von Bad Grönenbach wird möglich, wenn man rechts der Iller bleibt
- die Besichtigung der Wallfahrtskirchen Maria Schnee in Legau und Maria Steinbach bietet sich an, wenn man sich in Krugzell für die linke Fluss-Seite entscheidet
- ein Abstecher zur ehemaligen Freien Reichsstadt Memmingen ist als Radweg (6 km) gut ausgeschildert
- ein kleiner Umweg zur Kartause Buxheim und zum Kartäuser See südlich von Buxheim ist lohnend

## Alternativroute
Manche Fahrradtypen wie Rennräder oder Handbikes kommen mit den geschotterten Dammwegen direkt neben dem Fluss nicht uneingeschränkt zurecht. Bei starken Niederschlägen und bei regelmäßig wiederkehrenden Hochwasserständen der Iller ist mit zahllosen Pfützen und Überschwemmungspassagen auf dem ausgewiesenen Iller-Radweg zu rechnen. Naturkatastrophen wie das Pfingsthochwasser 1999, das Alpenhochwasser 2005 und das Hochwasser in Mitteleuropa 2013 wiederholen sich entlang der Iller zwar nicht jährlich in diesem Ausmaß, aber kleinere Varianten davon durchaus, meist im Zusammenhang der Frühlingsschneeschmelze. Zeitweise sind dann die Abschnitte durch die flussbegleitende Aulandschaft gesperrt. Auch deshalb kann es wichtig sein, auf die asphaltierten Varianten auszuweichen, was praktisch überall gut möglich ist.

## Anschlussmöglichkeiten
Es bestehen beim Iller-Radweg zahlreiche Anschluss- und Abzweigmöglichkeiten zum weiteren süddeutschen Radwegenetz und zu Fernradwegen:
- Donauradweg, Radwanderweg Donau-Bodensee, Alb-Neckar-Radweg und Hohenlohe-Ostalb-Weg bei Ulm / Neu-Ulm
- Radrunde Allgäu in Illerbeuren im Norden und bei Immenstadt/Sonthofen im Süden
- Kneipp-Radweg bei Bad Grönenbach
- Allgäu-Radweg bei Kempten
- Bodensee-Königssee-Radweg bei Immenstadt
- Heckmair-Route (Mountainbike-Strecke) und Joe-Route bei Oberstdorf – allerdings nur für Mountainbikes u. ä.